# Стейнбой
Стейнбой, «Мальчик-пятно и его мир» (англ. The World of Stainboy) — мультфильм режиссёра Тима Бёртона, созданный в 2000 году.
Выдуманные Тимом Бёртоном замечательные персонажи, о которых он сочинял не менее замечательные стихи. Шесть мультфильмов-зарисовок из жизни Stainboy (Мальчик-пятно).

## Сюжет
История Stainboy грустна и трагична. В детстве родители отказались от него, заявив, что он не их сын, по их мнению он фрик. Они отдали его в приют, где он проводил время с такими же фриками, как и он сам. Но в один день пришёл бравый Сержант Глен Дэйл и забрал его работать в Полицейский участок. Там он борется с такими же фриками как и он сам…

## Серии
1. Про девочку-гипнотизёра
2. Про питающегося химикатами
3. О боулингмене
4. О роботе-пылесосе из мусора
5. О спичке
6. История Стейнбоя

## Интересные факты
- Нескольких персонажей озвучила актриса Лиза Мери.